# Тугов, Пётр Иванович
Пётр Иванович Тугов (23.08.1920 — 07.02.1990) — командир миномётного расчёта батареи 120-мм миномётов 88-го гвардейского стрелкового полка (33-я гвардейская стрелковая Севастопольская ордена Суворова дивизия, 2-я гвардейская армия, 1-й Прибалтийский фронт), старший сержант, участник Великой Отечественной войны, кавалер ордена Славы трёх степеней.

## Биография
Родился 23 августа 1920 года селе Кузьминовка Оренбургского уезда Оренбургской губернии (ныне — Октябрьский район, Оренбургская область) в семье крестьянина. Русский.
После школы продолжил учёбу в Оренбургском педагогическом институте.
В сентябре 1939 года был призван в Красную Армию Дзержинским райвоенкоматом города Чкалов (ныне Оренбург). Службу проходил в артиллерийских частях на Дальнем Востоке.
На фронте в Великую Отечественную войну с сентября 1941 года. Воевал на Воронежском, Сталинградском, Южном, 4-м Украинском, 1-м Прибалтийском и 3-м Белорусском фронтах. В боях был четырежды ранен. В 1944 году вступил в ВКП(б)/КПСС.
К лету 1943 года воевал в составе артиллерийской батареи 88-го гвардейского стрелкового полка 33-й гвардейской стрелковой дивизии, в её составе прошёл до конца войны. Был заряжающим, наводчиком командиром 76-мм орудия, командиром расчёта 120-мм миномёта.
В августе части дивизии участвовали в прорыве обороны противника на Миус-фронте, в этих боях гвардии красноармеец Тугов заслужил первую боевую награду. В бою севернее хутора Криничка (ныне посёлок Кринички Амвросиевского района Донецкой области) в составе расчёта 76-мм орудия, действуя как замковый, уничтожил три огневые точки противника и подбил танк. Одновременно выполняя обязанности связного, своевременно доставлял боевые донесения на КП. Награждён медалью «За отвагу».
31 августа при отражении контратаки противника, действуя как наводчик, подбил средний танк, бронетранспортёр и автомашину с пехотой, накрыл точным огнём группу гитлеровцев. Награждён орденом Красной Звезды.
В дальнейшем в составе дивизии участвовал в освобождении Южной Украины, форсировал Сиваш, освобождал Крыма и городов Симферополь и Севастополь. В этих боях гвардии старший сержант Тугов командовал расчётом 76-мм орудия.
5 мая 1944 года в бою за высоту на подступах к городу Севастополь (Крым, РСФСР) со своим расчётом уничтожил до 15 вражеских солдат и офицеров, подавил 3 огневые точки противника.
Приказом по частям 33-й гвардейской стрелковой дивизии от 25 мая 1944 года (№ 36/н) гвардии старший сержант Тугов Пётр Иванович награждён орденом Славы 3-й степени.
После окончания боёв за Крым дивизия была выведена в резерв затем в составе 2-й гвардейской армии переброшена на 1-й Прибалтийский фронт. Здесь с начала июля 1944 года вела боя за освобождение Прибалтики, двигались в сторону Восточной Пруссии. Участвовал в Вильнюсской, Шяуляйская и Мемельской наступательных операциях. В этих боях командовал расчётом 120-мм миномёта.
16 — 19 августа 1944 года в боях в районе населённого пункта Кельме (Литва) расчёт гвардии старшего сержанта Тугова при отражении контратак противника вёл огонь с открытых позиций. Миномётчики уничтожили 2 бронетранспортёра, 2 автомашины с боеприпасами, повредили средний танк, истребили до 20 солдат и офицеров противника.
Приказом по войскам 2-й гвардейской армии от 30 сентября 1944 года (№ 87/н) гвардии старший сержант Тугов Пётр Иванович награждён орденом Славы 2-й степени.
10 октября 1944 года при отражении контратаки противника в районе населённого пункта Новое Место (Литва) огнём из миномёта подавил миномётную батарею врага, уничтожил 2 пулемётные точки. Был представлен к награждению орденом Славы 1-й степени.
Пока наградные документы шли по инстанциям, бои продолжались. И в них миномётчик Тугов заслужил ещё два боевых ордена.
18 ноября в районе деревни Рише (Латвия) расчёт под его командованием рассеял до роты пехоты, подбил танк, бронетранспортёр, автомашину, уничтожил 3 пулемётные точки. 26 ноября при отражении 2 контратак противника расчёт артиллерийскую батарею врага и наблюдательный пункт противника. Награждён орденом Отечественной войны 2-й степени.
С 23 февраля по 2 марта 1945 года в боях на Земландском полуострове при отражении контратак противника миномётный расчёт гвардии старшего сержанта Тугова истребил до двух взводов пехоты, разбил 11 пулемётных точек, записал на свой счёт бронетранспортёр, три автомашины и орудие. Награждён орденом Отечественной войны 1-й степени.
Указом Президиума Верховного Совета СССР от 24 марта 1945 года за образцовое выполнение боевых заданий командования на фронте борьбы с немецкими захватчиками и проявленные при этом доблесть и мужество гвардии старший сержант Тугов Пётр Иванович награждён орденом Славы 1-й степени. Стал полным кавалером ордена Славы.
В ноябре 1945 года старшина Тугов был демобилизован.
В 1960 году окончил Казахский педагогический институт имени Абая. Преподавал в Алма-Атинском заочном институте народного хозяйства (Казахстан), был доцентом кафедры истории КПСС.
Жил в городе Алма-Ата.
Скончался 7 февраля 1990 года. Похоронен на кладбище на проспекте Рыскулова города Алма-Ата.

## Награды
- Орден Отечественной войны I степени (31.03.1945)[3];
- Орден Отечественной войны I степени (11.03.1985)[4];
- Орден Отечественной войны II степени (27.12.1944)[5];
- Орден Красной Звезды (11.10.1943)[6];
- Полный кавалер ордена Славы:
  - орден Славы I степени (24.03.1945)[7];
  - орден Славы II степени (30.09.1944)[8];
  - орден Славы III степени (25.05.1944)[9];
- медали, в том числе:
  - «За отвагу» (15.08.1943)[10]
  - «За оборону Сталинграда» (30.11.1944)
  - Медаль «В ознаменование 100-летия со дня рождения Владимира Ильича Ленина» (6 апреля 1970)
  - «За победу над Германией в Великой Отечественной войне 1941—1945 гг.» (9 мая 1945[11])
  - «20 лет Победы в Великой Отечественной войне 1941—1945 гг.» (7 мая 1965[12])
  - «30 лет Победы в Великой Отечественной войне 1941—1945 гг.»[13]
  - Медаль «Сорок лет Победы в Великой Отечественной войне 1941—1945 гг.»[14]
  - «50 лет Вооружённых Сил СССР» (26 декабря 1967[15])
- Знак «25 лет победы в Великой Отечественной войне» (1970)

## Память
- На могиле установлен надгробный памятник
- Его имя увековечено в Главном Храме Вооружённых сил России, и навсегда запечатлено на мемориале «Дорога памяти»
- На родине, в районном центре селе Октябрьское на Аллее славы установлен бюст
- Имя высечено на гранитной плите на аллее «Память в граните», открытой в честь бузулучан — двадцати двух Героев Советского Союза и пяти полных кавалеров ордена Славы, к празднованию 65-летия Великой Победы 7 мая 2010 г.
- Установлена стела на «Аллее Славы» в с. Октябрьское.